# Kľače
Kľače (em húngaro: Kalacsány) é um município da Eslováquia, situado no distrito de Žilina, na região de Žilina. Tem 2,07 km² de área e sua população em 2018 foi estimada em 419 habitantes.

## Demografia
| Ano:        | 1994 | 2004   | 2014   | 2024    |
| ----------- | ---- | ------ | ------ | ------- |
| Broj ljudi: | 365  | 377    | 391    | 438     |
| Razlika:    |      | +3,28% | +3,71% | +12,02% |

| Ano:               | 2023 | 2024   |
| ------------------ | ---- | ------ |
| Número de pessoas: | 425  | 438    |
| Diferença:         |      | +3,05% |